# Jack Ryder (cricket)
Pour les articles homonymes, voir Jack Ryder et Ryder.
John Ryder, dit Jack Ryder, est un joueur de cricket international australien né le 8 août 1889 à Collingwood, et décédé le 3 avril 1977 à Fitzroy. Batteur dans l'équipe de Victoria, il dispute vingt test-matchs avec l'équipe d'Australie entre 1920 et 1929, et en est le capitaine à cinq reprises.

## Biographie
John Ryder naît le 8 août 1889 à Collingwood, une banlieue de Sydney. Il fait ses débuts en first-class cricket avec l'équipe de Victoria en novembre 1912, contre l'Australie-Méridionale. Il est utilisé initialement en tant qu'all-rounder — à la fois pour ses qualités de lanceur et de batteur. Après la Première Guerre mondiale, il est surtout utilisé en tant que batteur.
Sélectionné avec l'équipe d'Australie pour affronter l'équipe d'Angleterre qui effectue une tournée en Australie en 1920-1921, il participe aux cinq test-matchs des Ashes, tous remportés par l'Australie, mais son apport à l'équipe est alors faible. Il ne participe à aucun test lors de la tournée australienne en Angleterre en 1921, alors qu'il fait partie de l'équipe. En novembre de la même année, l'Australie dispute trois tests en Afrique du Sud. Il réussit un total de 334 runs et finit avec la meilleure moyenne à la batte de la série.
Lors de la visite des Anglais en 1924-1925, un problème de dos le tient à l'écart des deux premières rencontres des Ashes. Dans le troisième, alors que son équipe est en difficulté, il réussit un score de 201 runs dans la première manche, qui seront suivis par 88 autres dans la seconde. En décembre 1926, il fait partie de l'équipe de Victoria qui amasse un total de 1107 runs en une seule manche contre la Nouvelle-Galles du Sud, un record jamais battu depuis en first-class cricket. Lui-même en marque 295 en quatre heures. Il fait partie de l'équipe d'Australie défaite lors des Ashes de 1926.
Il est nommé capitaine de la sélection australienne lors de la visite des Anglais en 1928-1929. L'équipe est privée de nombreux joueurs récemment partis à la retraite, et perd à nouveau les Ashes par quatre victoires à une. Il est pourtant performant au cours de la série, marquant 492 runs à la moyenne de 54,66.
En tant que capitaine de la sélection, il est l'un des sélectionneurs de l'équipe qui doit effectuer la tournée en Angleterre en 1930. Pourtant, les autres sélectionneurs l'écartent de l'équipe pour mettre Bill Woodfull à la tête de celle-ci, et il ne participe pas à ce voyage. Il joue encore avec Victoria jusqu'à la saison 1931-1932.
Administrateur au sein de la Victorian Cricket Association dès 1931, il y restera jusqu'en 1976. Il est l'un des sélectionneurs de l'équipe d'Australie à nouveau de 1946 à 1970. En 1977, un test-match organisé entre l'Australie et l'Angleterre pour fêter le centenaire de la première rencontre du même genre est l'occasion de réunir d'anciens joueurs. Il est les plus vieux joueur présent.
Il tombe malade quelques jours après ce match et meurt le 3 avril de la même année à l'âge de quatre-vingt-sept ans.

## Bilan sportif

### Principales équipes
|           | Test              |
| --------- | ----------------- |
| Australie | 1920 - 1929       |
|           | First-class       |
| Victoria  | 1912-13 - 1931-32 |